# Надуда, Александр Владимирович
Александр Владимирович Надуда (род. 13 мая 1961) — советский украинский легкоатлет, специалист по бегу на короткие дистанции. Выступал на всесоюзном уровне в 1982—1991 годах, двукратный бронзовый призёр Спартакиады народов СССР, победитель и призёр первенств республиканского значения. Представлял Харьков и спортивное общество «Спартак».

## Биография
Александр Надуда родился 13 мая 1961 года. Занимался лёгкой атлетикой в Харькове, выступал за Украинскую ССР и добровольное спортивное общество «Спартак».
Первого серьёзного успеха на всесоюзном уровне добился в сезоне 1983 года, когда на чемпионате страны в рамках VIII летней Спартакиады народов СССР в Москве с украинской командой выиграл бронзовую медаль в зачёте эстафеты 4 × 100 метров.
В 1984 году в беге на 100 метров одержал победу на Мемориале братьев Знаменских в Сочи.
В 1989 году стал бронзовым призёром в эстафете 4 × 100 метров на чемпионате СССР в Горьком.
В июне 1991 года получил серебро в беге на 100 метров на соревнованиях в Киеве, установив при этом свой личный рекорд в данной дисциплине — 10,34. Позднее в июле взял бронзу в эстафете 4 × 100 метров на чемпионате страны в рамках X летней Спартакиады народов СССР в Киеве.
После распада Советского Союза больше не показывал сколько-нибудь значимых результатов в лёгкой атлетике.